# Aarón Dian Darias Scheithe
Aarón Dian Darias Scheithe (n. 26 de agosto de 1982 en Hamburgo) es un exfutbolista hispano-alemán. Se desempeña en posición de lateral derecho y su actual equipo es el Club Deportivo Marino que milita en el grupo canario de la Tercera División de España.

## Clubes
| Club                           | País   | Temporadas |
| ------------------------------ | ------ | ---------- |
| Club Deportivo Tenerife B      | España | 2001/02    |
| Unión Deportiva Ibarra         | España | 2002/03    |
| Club Deportivo Tenerife        | España | 2003/04    |
| Universidad de Las Palmas      | España | 2004/05    |
| Club Deportivo Tenerife        | España | 2005/06    |
| Unión Deportiva Lanzarote      | España | 2006/07    |
| Zamora Club de Fútbol          | España | 2007/08    |
| Lorca Deportiva Club de Fútbol | España | 2008/09    |
| Caravaca Club de Fútbol        | España | 2009/10    |
| Lorca Atlético Club de Fútbol  | España | 2010/12    |
| Club Deportivo Marino          | España | 2012       |